# Musée Nezu
Le musée Nezu (根津美術館, Nezu bijutsukan), anciennement Institut des beaux-arts Nezu, situé à Minato district de Tokyo, Japon, abrite la collection privée de Nezu Kaichirō (1860-1940). Ouvert au public en 1940, le musée échappe aux destructions subies par le domaine lors du bombardement de mai 1945. Fermé pour cause d'importants travaux de rénovation et de renouvellement à partir de 2006, le musée ouvre de nouveau ses portes à l'automne 2009 avec un bâtiment complètement nouveau conçu par l'architecte japonais Kengo Kuma.
La collection comprend une paire de paravents de l'époque d'Edo avec des peintures d'iris par Ogata Kōrin. Il s'y trouve également des tableaux et des calligraphies, des sculptures et des céramiques, des tissus et des objets issus de fouilles archéologiques ainsi que des objets en laque, en métal et en bois. La collection contient également des bronzes chinois des dynasties Shang et Zhou. Le musée de Nezu est aussi réputé pour son grand jardin de style japonais.

## Galerie

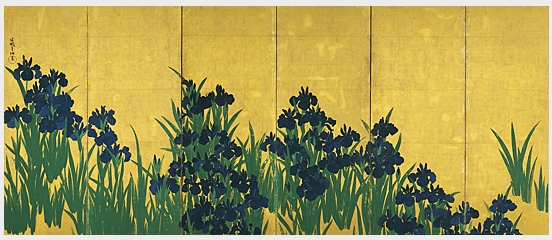
Paravent aux iris 1.
Paravent aux iris 2.
Cascade de Nachi.
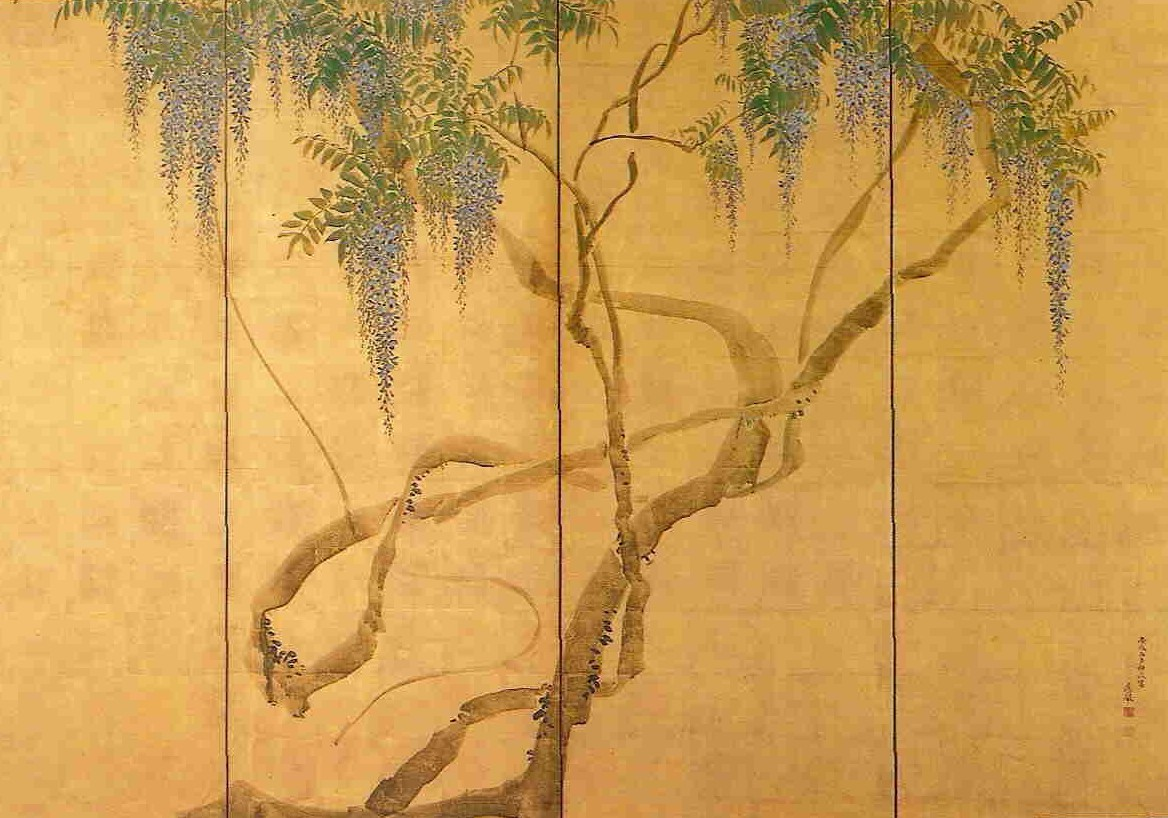
Paravent aux glycines.
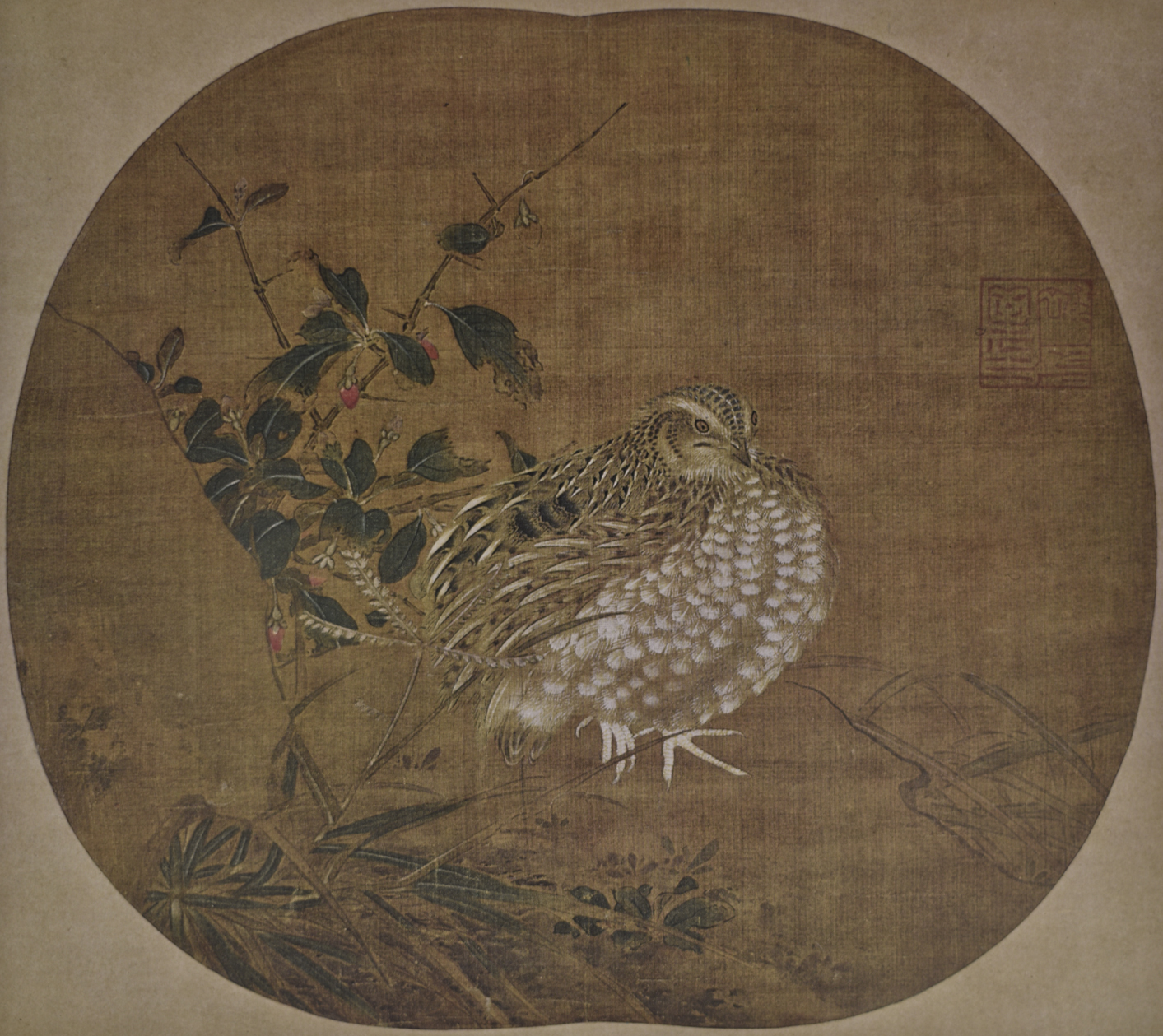
Cailles.
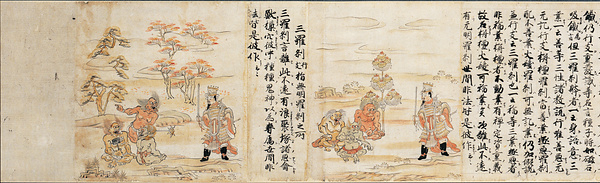
Jūni innen emaki.